# Darlingfloden
Darlingfloden (engelska: Darling River) är Australiens tredje längsta flod med sina 1 472 kilometer från sin källa vid Brewarrina i norra New South Wales tills det att den mynnar samman med Murray vid Wentworth, New South Wales. Tillsammans med Murray bildar floderna det längsta flodsystemet i Australien med sina totalt 2 844 kilometer. Den är uppkallad efter guvernören Ralph Darling.